# Šao-sing
Šao-sing (čínsky pchin-jinem Shàoxīng, znaky 绍兴) je město a městská prefektura v Čínské lidové republice. Leží na severovýchodě provincie Če-ťiang na jižním břehu řeky Čchien-tchang. Na východě sousedí s Ning-po, na jihovýchodě s Tchaj-čou, na jihozápadě s Ťin-chua a na západě s Chang-čou.
K roku 2020 v ní na více než osmi tisících kilometrech čtverečných žilo pět a čtvrt milionu obyvatel.

## Administrativní členění
Městská prefektura Šao-sing se člení na šest celků okresní úrovně, a sice tři městské obvody, dva městské okresy a jeden okres.
| Jüe-čcheng Kche-čchiao Šang-jü okres · Sin-čchang městský okres · Ču-ťi městský okres · Šeng-čou |        |                       |                       |                    |                                  |
| Název                                                                                            | Název  | Počet obyvatel (2010) | Počet obyvatel (2020) | Rozloha km² (2020) | Hustota zalidnění (obyv. na km²) |
| český přepis                                                                                     | znaky  | Počet obyvatel (2010) | Počet obyvatel (2020) | Rozloha km² (2020) | Hustota zalidnění (obyv. na km²) |
| Městský obvod                                                                                    |        |                       |                       |                    |                                  |
| Jüe-čcheng                                                                                       | 越城区 | 1 005 750             | 1 073 840             | 493                | 2 179                            |
| Kche-čchiao                                                                                      | 柯桥区 | 960 751               | 1 098 859             | 1 041              | 1 056                            |
| Šang-jü                                                                                          | 上虞区 | 727 594               | 785 944               | 1 338              | 587                              |
| Městské okresy                                                                                   |        |                       |                       |                    |                                  |
| Ču-ťi                                                                                            | 诸暨市 | 1 157 938             | 1 218 072             | 2 311              | 527                              |
| Šeng-čou                                                                                         | 嵊州市 | 679 762               | 675 226               | 1 789              | 377                              |
| Okres                                                                                            |        |                       |                       |                    |                                  |
| Sin-čchang                                                                                       | 新昌县 | 380 444               | 419 036               | 1 214              | 345                              |
|                                                                                                  |        |                       |                       |                    |                                  |
| Celkem                                                                                           | Celkem | 4 912 239             | 5 270 977             | 8 185              | 644                              |

## Slavné osobnosti
- Čang Taj (1597 – 1689) – čínský spisovatel a historik
- Čou En-laj (1898 – 1976) – čínský politik, premiér ČLR a přítel Mao Ce-tunga
- Lu Jou (1125 – 1209) – čínský básník
- Lu Sün (1881 – 1936) – čínský spisovatel, překladatel, básník, esejista a literární kritik
- Sü Wej (1521 – 1593) – čínský básník a malíř
- Wang Jang-ming (1472 – 1529) – čínský filozof a politik
- Wang Si-č’ (303 – 361) – čínský kaligrafik

## Partnerská města
- Lübeck, Německo (2003)
- Sandakan, Malajsie (2008)